# Форт-17
Форт-17 — украинский самозарядный пистолет.

## История
Разработан весной 2004 года, производится НПО «Форт». Первый пистолет был изготовлен в мае 2004 года.
«Форт-17» был представлен публике на оружейной выставке «Зброя та безпека-2004» (27—30 октября 2004 г.).
Пистолет «Форт-17» с номером 0001 был вручён МВД Украины в качестве наградного оружия министру внутренних дел Украины Ю. В. Луценко (20 марта 2007 года этот пистолет был изъят при обыске в его квартире), пистолеты «Форт-17» с номерами от 0002 до 0006 были вручены в качестве наградного оружия другим участникам Оранжевой революции.
После Оранжевой революции по инициативе губернатора Винницкой области Александра Домбровского НПО «Форт» изготовило партию из 1000 позолоченных подарочных травматических пистолетов на базе конструкции «Форт-17Р» с надписями «Так!» и «Вірю! Знаю! Можемо!» в качестве сувениров для идейных вдохновителей и героев революции на Майдане. Пистолеты стоимостью около 5000 гривен собирались вручную лучшими специалистами, это обусловило четырёх-пятикратное увеличение стоимости в сравнении со стандартными серийными образцами.
По состоянию на начало 2008 года «Форт-17» не входил в перечень основной продукции предприятия.

## Описание
«Форт-17» представляет собой модификацию пистолета «Форт-12» с полимерной рамкой из армированного стекловолокном ударопрочного полиамида, отделяемой накладкой на рукояти (допускающей подгонку по руке стрелка) и креплением «пикатинни» под стволом пистолета. Применение полимеров позволило уменьшить массу, повысить технологичность и уменьшить себестоимость производства пистолета.
Магазины пистолетов «Форт-12» и «Форт-17» взаимозаменяемые, хотя и отличаются крышками. Крышка магазина «Форт-12» металлическая, а у «Форт-17» — изготовлена из пластмассы.
Пистолеты первых лет выпуска комплектовались магазинами ёмкостью 12 патронов, в дальнейшем — 13 патронов. 13 августа 2015 года в официальном печатном издании министерства обороны Украины было объявлено, что разработана новая модификация пистолета «Форт-17» с увеличенной до 15 патронов ёмкостью магазина.
В ходе использования пистолетов «Форт-17» в Харьковском национальном университете внутренних дел было установлено, что при активной эксплуатации пистолета происходят поломки ряда деталей (затвора, крышки магазина, направляющей оси возвратной пружины, пружины тяги спускового крючка, пружины затворной задержки и выбрасывателя).

## Варианты и модификации
- пистолет «Форт-17» в наградном исполнении — с гравировкой и золочением
- пистолет «Форт-17» в исполнении для левшей[16]
- «Кобра» — спортивный пистолет под патрон 9×18 мм ПМ, с удлинённым до 107,5 мм (за счет установки дульного тормоза-компенсатора) стволом и регулируемым прицелом, оптимизированный под требования IPSC[2][17]. Представлен в сентябре 2005 года, создан в связи с присоединением Украины к Международной конфедерации практической стрельбы в 2005 году[18].
- «Кордон» — спортивно-тренировочный пистолет под патрон .22 LR. Ёмкость магазина — 10 патронов.
- «Форт-17 Kurz» — модификация под патрон .380 ACP
- «Форт-17Т» — травматический пистолет под патрон 9 мм Р. А.. Ёмкость магазина — 13 патронов; в канале ствола выступы, которые исключают возможность выстрела неэластичной пулей[19][20]. В 2007 году пистолет был сертифицирован в качестве гражданского оружия на территории Российской Федерации, поставщиком являлась компания «Умарекс-М». После вступления в силу изменений в законодательстве, с 1 июля 2011 года импорт и продажа были прекращены.
- «Форт-17Р» — травматический пистолет под патрон 9 мм Р. А., ёмкость магазина — 13 патронов[21]. Травматическими пистолетами «Форт-17Р» вооружены отдельные категории сотрудников СМВЧМ (специальных моторизованных войсковых частей украинской полиции)[22].

Кроме того, из украинских комплектующих проводилась сборка травматических пистолетов в России:
- ЗАО «Климовский специализированный патронный завод» в конце 2006 года начало сборку травматических пистолетов «Хорхе»[23]:

- «Хорхе-1» — травматический пистолет «Форт-17Р» под патрон 9 мм Р. А., сертифицированный МВД РФ в качестве гражданского оружия самообороны. В канале ствола имеет выступы, которые исключают возможность выстрела неэластичной пулей, ёмкость магазина уменьшена до 10 патронов за счёт установки детали-ограничителя. Пистолеты, выпущенные до августа 2007 года непригодны для использования патронов с кинетической энергией пули выше 50 джоулей, в то время как пистолеты, выпущенные после августа 2007 года, могут стрелять патронами с кинетической энергией пули до 80 джоулей.
- «Хорхе-1C» — травматический пистолет под патрон 9 мм Р. А., сертифицированный МВД РФ в качестве служебного оружия. В канале ствола перегородок не имеется, ёмкость магазина уменьшена до 10 патронов за счёт установки детали-ограничителя. На рукоятке имеется скрытая антабка для крепления страховочного ремешка.

- ЗАО «Техноармс» начало выпуск травматических пистолетов «Форт-17Т» под наименованием «Гроза-04»[28]

4 апреля 2014 года первый вице-премьер Украины В. Г. Ярема объявил, что Украина приняла решение прекратить военно-техническое сотрудничество с Россией. 16 июня 2014 года президент Украины П. А. Порошенко запретил любое сотрудничество с Россией в сфере ВПК, а 27 августа 2014 года — подписал указ «О мерах по совершенствованию государственной военно-технической политики», в соответствии с которым приказал принять меры «по прекращению экспорта в Российскую Федерацию товаров военного назначения и двойного использования». В результате экспорт из Украины в Россию комплектующих для производства травматических пистолетов «Хорхе» и «Гроза» был прекращён и их производство остановлено.

## Аксессуары
Крепление «пикатинни» под стволом пистолета позволяет установить лазерный целеуказатель, тактический фонарь или иное оборудование.
- В конце 2003 года НИИ специальной техники МВД Украины было разработано электронно-оптическое прицельное устройство «Мигдаль»[33] (подствольная видеокамера для установки на пистолет, блок управления на поясе и монокуляр); в начале 2011 года 12 устройств «Мигдаль» поступили на вооружение спецподразделения «Сокол» МВД Украины[34], они устанавливаются на пистолеты «Форт-17»[35]

## На вооружении
- Украина:

- На вооружении группы «А» Центра специальных операций Службы безопасности Украины.
- Является наградным оружием.
- 12 ноября 2010 года государственный сберегательный банк ПАО «Ощадбанк» закупил для подразделений охраны и инкассации 121 пистолет «Форт-17».
- 8 июля 2011 года для МВД Украины было закуплено 100 пистолетов «Форт-17-05».
- 12 апреля 2012 года для сотрудников ведомственной охраны ПАО «Укргидроэнерго» было закуплено 118 пистолетов «Форт-17».
- 3 октября 2014 года начальник центрального ракетно-артиллерийского управления Вооруженных сил Украины полковник Виталий Отаманюк сообщил, что пистолет «Форт-17» предполагается принять на вооружение украинской армии. В дальнейшем, в 2014 году «Форт-17» был принят на вооружение сухопутных войск Украины (однако до весны 2016 года в войска пистолеты «Форт-17» не поступали).
- В июле 2015 года пистолеты «Форт-17» были утверждены в качестве табельного оружия сотрудников патрульной службы национальной полиции Украины.
- В апреле-мае 2016 года партия пистолетов была заказана для ГСО МВД Украины.
- после создания в апреле 2019 года службы судебной охраны, пистолеты Форт-17Р оказались на вооружении сотрудников службы

- Молдова: некоторое количество травматических «Форт-17Р», продаются как гражданское оружие[52][53].
- Россия: после аннексии Крыма Россией в марте 2014 года некоторое количество травматических пистолетов «Форт-17Р» и «Форт-17Т» осталось у владельцев по меньшей мере до конца 2014 года. 29 декабря 2014 года был принят федеральный закон № 469-ФЗ «Об особенностях оборота оружия в Республике Крым и городе федерального значения Севастополе», в соответствии с которым имевшееся на полуострове гражданское огнестрельное оружие (включая травматическое) граждан РФ должно было пройти перерегистрацию, а не соответствующие ГОСТ РФ образцы должны были быть сданы в органы внутренних дел. Оружие и патроны, находившиеся в собственности иностранных граждан и лиц без гражданства, подлежали вывозу с территории Республики Крым либо добровольной сдаче в МВД РФ[54]. В дальнейшем, перерегистрация была продлена до 1 октября 2015 года[55].
- ЛНР: трофейный, количество неизвестно[56][57][58].
- ДНР: как трофейные пистолеты, так и полученные легально до начала войны.

Кроме того, партия пистолетов «Форт-17» под патрон 9×17 мм была поставлена в Перу, их закупила перуанская компания «Premium Guns S.A.C.» (Лима) для коммерческой продажи на рынке гражданского оружия. Продажу пистолетов на территории Перу осуществляет частная компания «Lima Guns S.A.».